# Titanoeca incerta
Espèce
Synonymes
- Amaurobius incerta Nosek, 1905

Titanoeca incerta est une espèce d'araignées aranéomorphes de la famille des Titanoecidae.

## Distribution
Cette espèce est endémique de Turquie.

## Publication originale
- Nosek, 1905 : 'Araneiden, Opilionen und Chernetiden. Ergebnisse einer naturwissenschaftlichen Reise zum Erdschias-Dagh (Kleinasien). Annalen des Kaiserlich-Königlichen Naturhistorischen Hofmuseums in Wien vol. 20, p. 114-154.